# Gunnar Heinsohn
Gunnar Heinsohn, född 21 november 1943 i Gotenhafen, Tyskland (nuvarande Gdynia i Polen), död 16 februari 2023 i Gdańsk, Polen, var en tysk sociolog och ekonom. Sedan 1984 var han professor vid Universitetet i Bremen, där han ledde Raphael-Lemkin-Institutet för komparativa studier om folkmord. Heinsohn har publicerat omkring 700 vetenskapliga artiklar, konferenspresentationer och böcker. I sin forskning har han framförallt fokuserat på att utveckla nya teorier om historien och civilisationen.

## Heinsohns syn på ägande och pengar
Heinsohn har tillsammans med ekonomen Otto Steiger kritiserat idén att pengar uppstod för att det förenklade byteshandeln. Han har argumenterat för att man bör se pengars uppkomst mot bakgrund av stärkt äganderätt, uppkomsten av kontrakt (särskilt tvingande kontrakt) samt ett system med överlåtbara säkerheter för lån som centralbanker accepterar som grund för att trycka sedlar. Detta paradigm har gett en institutionell bas för de monetära produktionsteorier som utvecklats inom den keynesianska traditionen. 